# 183 av. J.-C.
Cette page concerne l'année 183 av. J.-C. du calendrier julien proleptique.

## Événements
- Hiver 184/183 av. J.-C. : révolte de Messène menée par Dinocrate, probablement soutenu par les Romains, contre la Ligue achéenne[1].
- 30 décembre 184 av. J.-C. (15 mars 571 du calendrier romain) : début à Rome du consulat de Quintus Fabius Labeo et Marcus Claudius Marcellus[2].
  - Ambassade de Quintus Marcius Philippus en Macédoine et dans le Péloponnèse.
  - Ambassade de Flamininus auprès du roi de Bithynie Prusias Ier. Prusias ne peut sauver son royaume qu’en livrant Hannibal aux Romains. Hannibal s’empoisonne à Libussa, près de Prusa (Brousse)[3].
  - Fondation des colonies romaines de Parma en Gaule cisalpine, de Saturnia en Étrurie et de Mutina en Émilie[2] (2000 colons par cités).
- Automne : Philopœmen entreprend une expédition contre Messène, rebelle à la Ligue achéenne[1]. Fait prisonnier, il est condamné à mort et empoisonné[3]. Lycortas, qui lui succède à la tête de la Ligue achéenne, prend et détruit Messène au début de l’année suivante[1].

- Philippe V de Macédoine retire ses garnisons des cités grecques de Thrace à la demande des Romains. Retour triomphal de Rome de son fils Demetrios, acclamé comme le sauveur du royaume. Philippe, jaloux, reconquiert Philippopolis et la vallée de l’Hèbre[1].
- Pharnace Ier, roi du Pont, prend Sinope dont il fait sa capitale[4].
- Campagne en Inde du roi gréco-bactrien Démétrios Ier. Il soumet les régions de Kaboul et de Gandhara, puis le Pendjab et le Sind ; il prend le port de Patala sur l'Indus, qu'il rebaptise Demetrias (près de Thatta), tandis que son frère Apollodoros marche vers l’est pour s’emparer des ports du Gujarat, en particulier Bharukacha, plus tard connu sous le nom de Barygaza (actuelle Bharuch). Démétrios atteint Ujjain et Mathurâ en Inde centrale. Il projette manifestement la conquête de Pataliputra (actuelle Patna), mais des troubles en Bactriane l’obligent à y retourner. Démétrios fonde la ville de Sirkap avec un plan en damier pour y reloger la population de Taxila et en fait sa capitale)[5].

## Naissances
- Scipion Nasica, homme politique romain.

## Décès en 183 av. J.-C.
- Hannibal Barca, général et homme politique carthaginois.
- Philopœmen, homme politique grec.
- Scipion l'Africain, général et homme politique romain.